# Lombardi’s Pizza

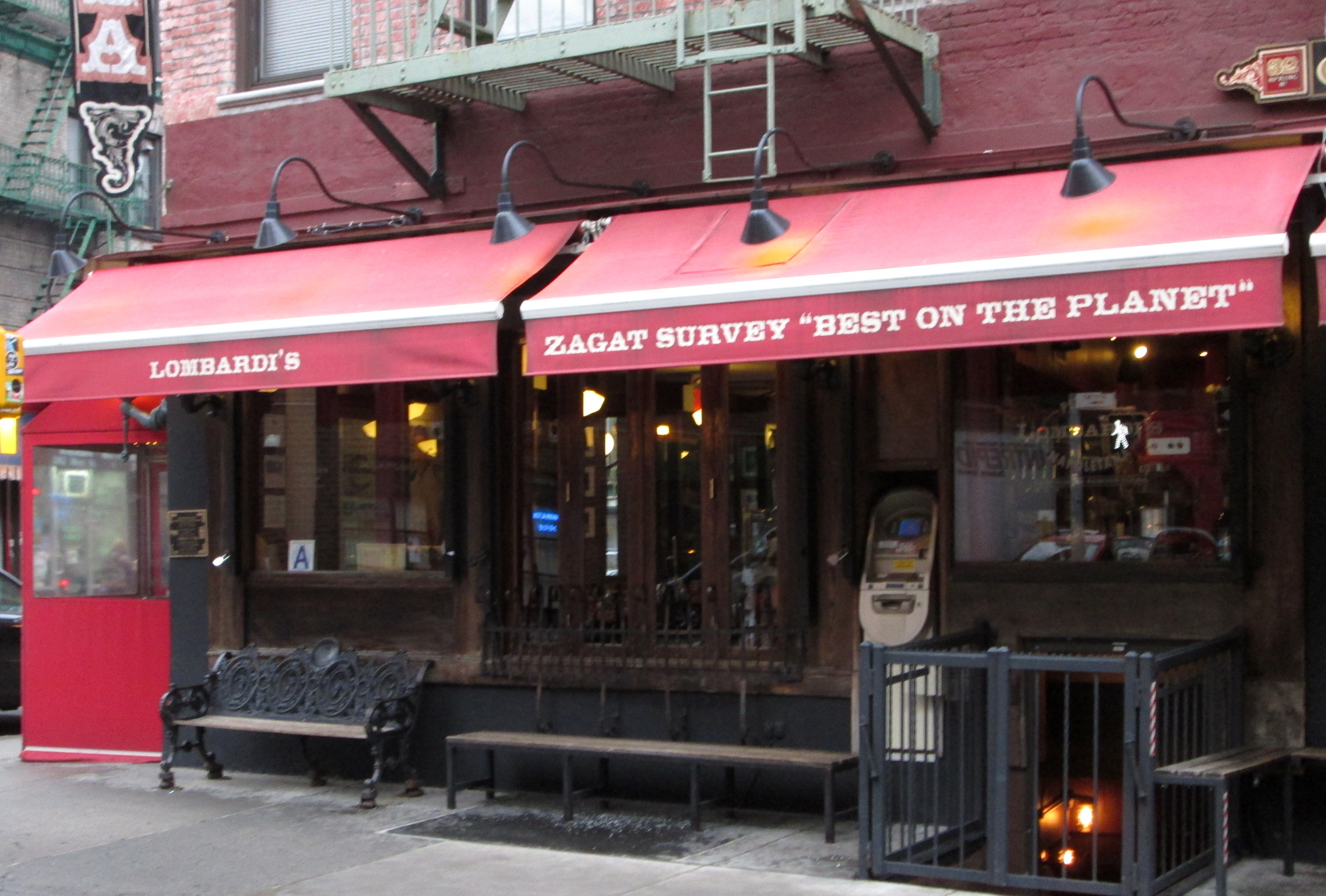
Lombardi’s in der Spring Street, Manhattan

Das Lombardi’s ist eine Pizzeria in Manhattans Nolita-Viertel. 1905 eröffnet, wird sie von der Pizza Hall of Fame als die erste Pizzeria der USA anerkannt.

## Geschichte
Gennaro Lombardi bot ab 1897 in einem Lebensmittelladen (Adresse: 53½ Spring Street) Arbeitern aus den nahen Fabriken Essen („tomato pies“) für die Mittagspause zum Mitnehmen an. 1905 erhielt Lombardi die Lizenz zur Eröffnung eines Restaurants. Schon bald hatte er eine wiederkehrende Kundenbasis, zu der auch der italienische Tenor Enrico Caruso zählte. Später übernahm Lombardis Sohn George das Geschäft.
1984 schloss Lombardi’s am ursprünglichen Standort, wurde aber zehn Jahre später einen Block weiter (32 Spring Street) von Gennaro Lombardi III, Gennaro Lombardis Enkel, und dessen Freund John Brescio neu eröffnet. Dadurch verlor das Restaurant seinen Status als die am längsten aktive Pizzeria der USA, der nun an das 1912 eröffnete Papa’s Tomato Pies in Trenton (New Jersey) ging.